# Paris-Roubaix 1989
La 87e édition de la course cycliste Paris-Roubaix a eu lieu le 9 avril 1989 et a été remportée par le Belge Jean-Marie Wampers. L'épreuve comptait 265 kilomètres.

## Classement
| #  | Coureur                 | Équipe               |    | Temps           |
| -- | ----------------------- | -------------------- | -- | --------------- |
| 1  | Jean-Marie Wampers      | Panasonic-Isostar    | en | 6 h 46 min 45 s |
| 2  | Dirk De Wolf            | Hitachi-VTM          | +  | 0 s             |
| 3  | Edwig Van Hooydonck     | Superconfex-Yoko     |    | 59 s            |
| 4  | Gilbert Duclos-Lassalle | Z-Peugeot            |    | 59 s            |
| 5  | Eddy Planckaert         | ADR-Santini          |    | 59 s            |
| 6  | Marc Madiot             | Toshiba-Kärcher-Look |    | 59 s            |
| 7  | Herman Frison           | Histor-Sigma         |    | 4 min 27 s      |
| 8  | Jacques Hanegraaf       | TVM-Van Schilt       |    | 4 min 27 s      |
| 9  | Urs Freuler             | Panasonic-Isostar    |    | 4 min 27 s      |
| 10 | Johan Lammerts          | ADR-Santini          |    | 4 min 27 s      |